# Laetitia Sonami

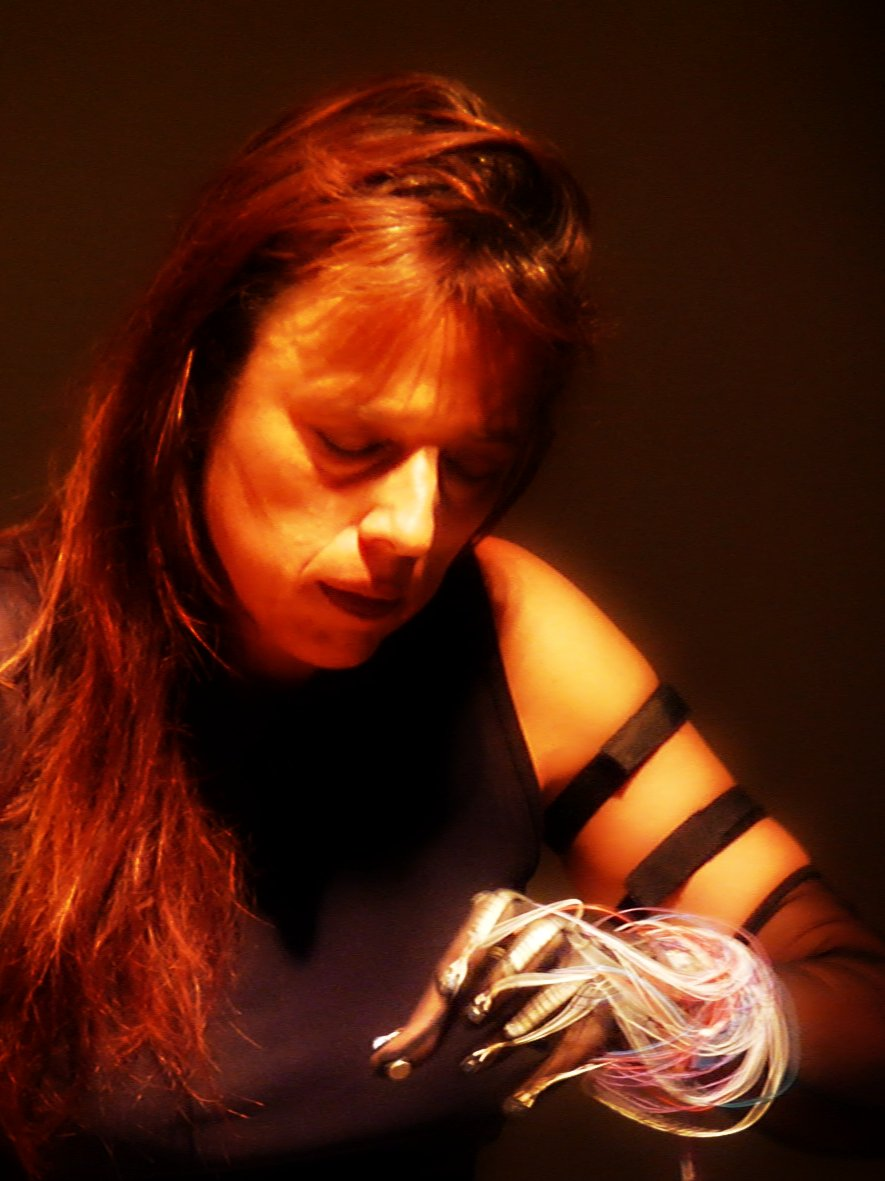
Laetitia Sonami

Laetitia Sonami (* 1957 in Paris) ist eine französische Komponistin, Klang- und Performancekünstlerin.

## Leben
Sonami lebt seit 1975 in den USA. Zwischen 1975 und 1981 studierte sie elektronische Musik, Film, Drucktechnik, Musiktechnologie, Komposition und Informatik u. a. an der Boston School of Fine Arts, an der Universität Vincennes und am Mills College (MFA 1980). Auf dem Gebiet der elektronischen Musik waren Eliane Radigue, Joel Chadabe, Robert Ashley und David Behrman ihre Lehrer.
Seit den 1970er Jahren wurde sie auf dem Gebiet der elektronischen Musik bekannt. Anfang der 1990er Jahre entwickelte sie den Lady's Glove, einen ellenbogenlangen mit Sensoren versehenen Handschuh, der die Bewegungen ihrer Finger, ihrer Hand und ihres Arms in Klang umsetzte. In ihren performance novels verbindet sie Erzählung, Musik und Alltagsgeräusche. In den 2010er Jahren entwickelte sie mit Rebecca Fiebrink Spring Spyre, eine auf einem künstlichen neuronalen Netz basierende Liveelektronik zur Klangerzeugung, mit der sie die Lifekompositionen der Magnetic Song Cycles realisierte.
Auftritte hatte Sonami in den USA, Kanada, Europa, Japan und China, u. a. beim Ars Electronica Festival in Linz, beim Musikfestival von Bourges, beim Sonambiente Festival in Berlin, beim Interlink Festival in Japan und bei Other Minds in San Francisco. 2000 erhielt sie den Contemporary Performance Arts Award und für BAGS, eine Kollaboration mit Nick Bertoni und dem Tinkers Workshop den Creative Work Fund Award. 2002 wurde sie mit dem Herb Alpert Award ausgezeichnet.
Mit James Fei arbeitete Sonami als Improvisationsduo Sparrows and Ortolans. Mit Eliane Radigue und Bob Bielecki realisierte sie im New Yorker Rubin Museum of Art die Klanginstallation Le Corps Sonore. Weitere Gemeinschaftsprojekte entstanden mit der Harfenistin und Komponistin Zeena Parkins und der Medienkünstlerin Sue Slagle (SUE-C). Als Gastdozentin unterrichtete Sonami am San Francisco Art Institute und am Bard College. Bis 2023 war sie Gastprofessorin am Center for Contemporary Music des Mills College.

## Auszeichnungen
- 2025: Giga-Hertz-Lebenswerkpreis des ZKM[1]